# Aleksandr Evgen'ev
Aleksandr Anatol'evič Evgen'ev (in russo Александр Анатольевич Евгеньев?; 20 luglio 1961) è un ex velocista sovietico.

## Palmarès

### Mondiali
- 1 medaglia:
  - 1 argento (Roma 1987 nella staffetta 4x100 m)

### Europei
- 1 medaglia:
  - 1 oro (Stoccarda 1986 nella staffetta 4x100 m)

### Mondiali indoor
- 1 medaglia:
  - 1 oro (Parigi 1985 nei 200 m piani)

### Europei indoor
- 4 medaglie:
  - 2 ori (Budapest 1983 nei 200 m piani; Göteborg 1984 nei 200 m piani)
  - 1 argento (Madrid 1986 nei 200 m piani)
  - 1 bronzo (Il Pireo 1985 nei 200 m piani)

## Altre competizioni internazionali
1985
- Coppa Europa di atletica leggera ( Mosca)

1987
- Coppa Europa di atletica leggera ( Praga)